# Cornelius Lott Shear
Pour les articles homonymes, voir Shear.
Cornelius Lott Shear est un botaniste américain, né le 26 mars 1865 à Coeymans Hollow, New York et mort le 2 février 1956 à Los Angeles.
Il fait ses études à l’Albany State Normal School et à la New York State Normal School. En 1888, il enseigne dans des collèges de New York et du Nebraska. Il obtient en 1897 son Doctorat of Sciences à l’université du Nebraska. En 1901, il obtient son master à la même université et commence à travailler pour le service des plantes industrielles du ministère américain de l’Agriculture. Il s’installe à Washington D.C. en 1906 et devient directeur en 1923 du département de mycologie. En 1927 et 1928, il part à Hawaii récolter des spécimens.
Shear fait paraître plusieurs travaux avec Neil Everett Stevens (1887-1949) et Bernard Ogilvie Dodge (1872-1960). Il signe, avec Frederic Edward Clements (1874-1945), The Genera of Fungi.

## Source
- Notices d'autorité :   - VIAF
  - ISNI
  - IdRef
  - LCCN
  - GND
  - CiNii
  - Pays-Bas
  - NUKAT
  - Tchéquie
  - WorldCat
- Heinrich Dörfelt & Heike Heklau (1998), Die Geschichte der Mykologie.

Shear est l’abréviation botanique standard de Cornelius Lott Shear.
Consulter la liste des abréviations d'auteur en botanique ou la liste des plantes assignées à cet auteur par l'IPNI, la liste des champignons assignés par MycoBank, la liste des algues assignées par l'AlgaeBase et la liste des fossiles assignés à cet auteur par l'IFPNI.